# مجدل زون
مجدل زون هي إحدى القرى اللبنانية من قرى قضاء صور في محافظة الجنوب.

## الهيئات المحلية وصلاحياتها
مجدل زون بلديّة تتمتّع بمجلسٍ بلديّ من 15 عضو (1)،يتمّ انتخابهم لمدّة ستّ سنوات من خلال الاقتراع العام المباشر.

## السكّان والناخبين
تبعا لبعض التقديرات يسكن مدينة مجدل زون 5000  نسمة. خلال الانتخابات الأخيرة التي جرت عام. 2004، بينت اللوائح عدد المسجلين فيها : 3256 ناخبا، شارك منهم 2500

## الموقع و المساحة
تقع بلديّة مجدل زون في قضاء صور أحد أقضية محافظة الجنوب هذه المحافظة هي واحدة من ثمان محافظات يتشكل منها لبنان الإداري.
تبعد مجدل زون حوالي 102 كلم (63.3828 مي) عن بيروت عاصمة لبنان . ترتفع حوالي 440 م (1) (1443.64 قدم - 481.184 يارد) عن سطح البحر وتمتد على مساحة تُقدَّر بـ 1086 هكتاراً (10.86 كلم²- 4.19196 مي² (2)).